# Talking Pictures

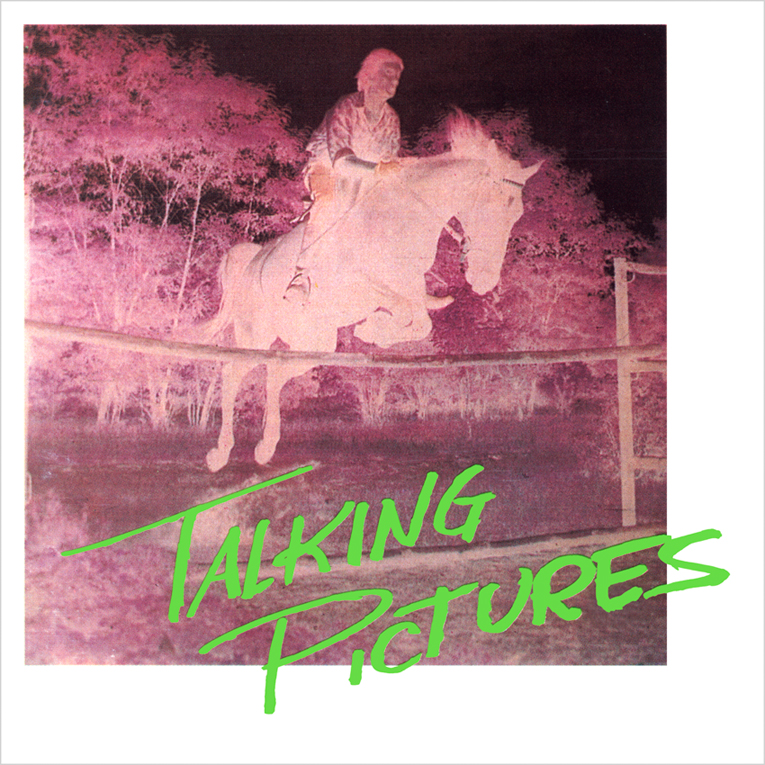
Talking Pictures CD cover

Talking Pictures – polski zespół rockowy założony w Warszawie w 1991 roku przez Macieja Tarkowskiego, Andrzeja Stołeckiego i Krzysztofa Garbalińskiego.

## Historia
W drugiej połowie 1991 roku, trzech warszawskich muzyków: Maciej Tarkowski (perkusja; ex-Vengence), Krzysztof Garbaliński (gitara; ex-Astat) oraz basista Andrzej Stołecki, postanowiło zrealizować projekt pod nazwą Talking Pictures. Motywacją była chęć odcięcia się od własnych korzeni muzycznych i próba skomponowania materiału w sposób spontaniczny i eksperymentalny. W tym czasie z grupą współpracowali także: Iwona Piskorz – fortepian, instrumenty klawiszowe; Wojciech Janiszewski – gitara, instrumenty klawiszowe oraz Tomasz "Yony" Jońca – gitara.
Nagrania rozpoczęły się 14 lutego 1992 roku w Studio CCS Waltera Chełstowskiego w Warszawie pod realizatorskim „okiem i uchem“ Staszka Bokowego. Do pracy w studio muzycy zaprosili Norberta Smolińskiego (wokal; ex-Astat, Stonehenge) oraz Kasię Kowalską. Pod koniec marca 1992 roku zespół dysponował taśmą demo, którą dostarczył do wszystkich znaczących wytwórni fonograficznych w Warszawie. Propozycję wydania płyty złożyła zespołowi Talking Pictures firma Polskie Nagrania „Muza”.
Muzycy podpisali kontrakt z Polskimi Nagraniami w kwietniu 1992 roku. Pod koniec czerwca w sklepach muzycznych w Polsce pojawiła się płyta Talking Pictures zatytułowana tak samo jak nazwa zespołu. Wydana została jako:
- Compact Disc (PNCD 196)
- Kaseta (CK 1308)
- LP winylowy (SX 3080)

Utwory zawarte na płycie:
1. The Road (Stołecki, Garbaliński, Tarkowski – Garbaliński)
2. Colorado  (Garbaliński)
3. Epilogue {dla Pauli} (Janiszewski, Garbaliński, Stołecki – Queen)
4. Station (Stołecki, Garbaliński, Tarkowski, Jońca)
5. Tears For Sorrow (Garbaliński, Stołecki, Tarkowski, Kowalska, Jońca – Garbaliński)
6. Dla Ani (Stołecki)
7. Zegarek (Garbaliński, Jóźwiak, Stołecki, Tarkowski – Garbaliński, Jóźwiak)
8. The Cowboys (Garbaliński, Stołecki, Tarkowski, Jońca)
9. Song For You (Stołecki, Garbaliński, Janiszewski, Kowalska – Kowalska)
10. Entrance (Garbaliński, Stołecki, Tarkowski)
11. Ce N’est Pas l’Amour (Garbaliński)
12. Zbyszek 1410! (Talking Pictures)

Utwory Colorado oraz Zbyszek 1410! nie są zamieszczone na LP i CK.
Muzycy, którzy wzięli udział w nagraniach:
- Krzysztof Garbaliński – gitary, instr. klawiszowe, śpiew
- Wojciech Janiszewski – gitary, piano, instr. klawiszowe
- Tomasz "Yony" Jońca – gitary
- Kasia Kowalska – śpiew
- Iwona Piskorz – piano, instr. klawiszowe
- Norbert Smoliński – śpiew
- Andrzej Stołecki – gitara basowa
- Maciej Tarkowski – perkusja

Utwór The Road pierwotnie miał być zrealizowany w polskojęzycznej wersji z udziałem Macieja Taffa. Do nagrań tych jednak nie doszło. W tym samym utworze, jedną z partii instrumentów klawiszowych nagrał Staszek Bokowy. Epilogue (dla Pauli) to kompozycja, której słowa są fragmentem tekstu utworu Innuendo grupy Queen. Zegarek jest wspólną kompozycją zespołu Talking Pictures i Jarosława Jóźwiaka, który jest również współautorem tekstu.Glosu swojego użyczył Krzysztof Garbaliński oraz Norbert Smoliński. Do nagrania miniatury Zbyszek 1410! muzycy Talking Pictures zaprosili kilku swoich przyjaciół: Radka Gruka, Jarosława Jóźwiaka, Mirka Chudonia oraz Marka Wlezienia.
W niedługim czasie po wydaniu płyty zespół Talking Pictures postanowił kontynuować działalność w składzie:
- Krzysztof Garbaliński – gitary, śpiew
- Kasia Kowalska – śpiew
- Piotr Skotnicki – instr, klawiszowe
- Maciej Tarkowski – perkusja
- Radek Zagajewski – bas

Muzycy zaprosili również do współpracy gitarzystę Piotra „Wino” Winnickiego (Stonehenge). Managerem grupy został aktor Tomasz Marzecki.
Do utworów The Road i Epilogue powstały teledyski zrealizowane przez Telewizję Polską. W grudniu 1992 roku zespół wystąpił na koncercie w warszawskim klubie Fugazi a niedługo potem na Festiwalu Beatlesowskim w Sali Kongresowej PKiN wykonując hardrockową wersję utworu Come Together. 
W roku 1993 nastąpiły kolejne zmiany personalne. Grupę tworzyli:
- Krzysztof Garbaliński – gitary, śpiew
- Krzysztof Mrass – gitara basowa
- Maciej Tarkowski – perkusja
- Krzysztof Zasada – gitary

Zespół Talking Pictures zawiesił działalność w 1994 roku.